# Hans König (Politiker, 1916)
Hans König (* 29. April 1916 in Berlin; † 27. März 1999 in Trier) war ein deutscher Politiker (SPD).

## Leben
Von Beruf war er Verwaltungsangestellter. König war von 1948 bis 1957 Bürgermeister des Amtes Kempfeld. Von 1957 bis 1975 amtierte er als Bürgermeister und Kämmerer der Stadt Trier.
König war Ratsmitglied der Stadt Trier. Er gehörte von 1951 bis 1970 sowie von 1975 bis 1979 dem Rheinland-Pfälzischen Landtag an und war dort von 1967 bis 1969 Vorsitzender der SPD-Fraktion. 1978/79 war er stellvertretender Vorsitzender der SPD-Landtagsfraktion.

## Ehrungen
- 1967: Verdienstkreuz 1. Klasse des Verdienstordens der Bundesrepublik Deutschland
- 1975: Großes Verdienstkreuz des Verdienstordens der Bundesrepublik Deutschland
- 1986: Verdienstorden des Landes Rheinland-Pfalz
- 1988: Ehrensiegel der Stadt Trier[1]
- Ehrengrab auf dem Hauptfriedhof Trier
- Hans-König-Straße im Neubaugebiet Trier-Tarforst (2007)